# 小菅草
小菅草（学名：Themeda minor）为禾本科菅属下的一个种。其种加词“minor”意为“较小的”。